# Поздюнин, Валентин Львович
Валенти́н Льво́вич Поздю́нин (27 ноября [9 декабря] 1883, Бузулук, Самарская губерния — 23 мая 1948, Москва, СССР) — советский учёный в области кораблестроения и гидромеханики, теории проектирования судов и судовых систем, академик АН СССР.

## Биография
Валентин Львович Поздюнин родился 27 ноября (9 декабря) 1883 года в г. Бузулук Самарской губернии, ныне Оренбургской области.
После окончания 5-й московской гимназии поступил на кораблестроительное отделение Петербургского политехнического института, которое окончил 1908 году.
В 1908—1914 годах работал помощником конструктора линейных кораблей на Балтийском судостроительный и механическом заводе.
В 1909 году окончил экстерном Кронштадтское морское инженерное училище.
Совмещал работу на судостроительных заводах с преподавательской деятельностью курса вспомогательных механизмов в Петроградском Политехническом институте и в Военно-морской академии.
В 1920 году стал профессором кафедры корабельной архитектуры Политехнического института.
С 1914 по 1917 годы работал старшим помощником начальника технического бюро проектирования судов Главного управления кораблестроения, с 1918 по 1921 годы — старшим наблюдающим-инженером Главного управления на Адмиралтейском судостроительном заводе.
Работая на заводах, внёс усовершенствования в устройство систем броненосных крейсеров типа «Измаил» в 1913 году и спецификацию холодильных устройств для транспортов Добровольного флота в 1914 году.
С 1921 по 1922 годы работал в Техническом совете по судостроению Главметалла ВСНХ РСФСР.
В 1929—1930 годах Поздюнин возглавлял Научно-исследовательский институт судостроения и судоремонта Наркомата путей сообщения.
В 1930—1935 годах — директор Научно-исследовательского института судостроения «Судоверфь».
В. Л. Поздюнин являлся одним из создателей Ленинградского кораблестроительного института. В 1930 году стал профессором и заведующим кафедрой проектирования судов ЛКИ. Этой кафедрой В. Л. Поздюнин заведовал до конца своей жизни. Был основоположником самостоятельной научной дисциплины, которую назвал «теорией проектирования судов».
С 1933 года В. Л. Поздюнин член-корреспондент АН СССР.
С 1934 года принимал участие в создании Судпромгиза (ныне издательство «Судостроение»), в 1938—1941 годах был ответственным редактором журнала «Судостроение» и 15-томного «Справочника по судостроению».
В 1934 году за высокие достижения награждён Грамотой ударника первого года 2-й пятилетки.
В 1939 году Поздюнин открыл явление «суперкавитации» и сконструировал оригинальный судовой суперкавитирующий движитель, применяющийся на быстроходных судах.
28 января 1939 года Валентин Львович Поздюнин стал академиком Академии наук СССР.
С 1941 года — заведующий отделением гидравлики института механики АН СССР.
Во время Великой Отечественной войны В. Л. Поздюнин вместе с академиками А. Ф. Иоффе, А. Н. Крыловым, профессорами А. П. Александровым, И. В. Курчатовым, Г. А. Калашниковым входил в состав образованной Президиумом Академии наук комиссии по научно-техническим вопросам для оказания постоянной консультативной помощи учреждениям Военно-Морского Флота.
В январе 1946 года В. Л. Поздюнин входил в состав Комиссии АН СССР по оказанию помощи в организации Академии наук Латвийской ССР и составлению учебного плана механического факультета Латвийского университета.
В. Л. Поздюнин являлся автором учебников и учебных пособий. Основные его труды посвящены теории проектирования судов, теории и расчёту судовых устройств и систем, быстроходных суперкавитирующих гребных винтов, а также вопросам корабельной архитектуры и гидромеханики.
Поздюнин В. Л. имел авторские свидетельства на «Гребной винт» (1940), «Судовой движитель вращательного типа» (1942).
Умер Валентин Львович Поздюнин 23 мая 1948 года в Москве. Похоронен на Новодевичьем кладбище.

Могила В.Л. Поздюнина на Новодевичьем кладбище в Москве

## Награды
Российской империи:
- Орден Святой Анны 3-й степени;
- Орден Святого Станислава 3-й степени;

Советские:
- Орден Трудового Красного Знамени (10 июня 1945);
- Орден Трудового Красного Знамени (10 декабря 1943) — за выдающиеся заслуги в области развития теории проектирования судов и организации подготовки инженеров-кораблестроителей, в связи с 60-летием со дня рождения;
- Медали

## Семья
Жена — Поздюнина Мария Ефимовна.
Брат — Пётр Львович Поздюнин (Познанин).